# Appias lalassis
Appias lalassis é uma borboleta da família Pieridae. Foi descrita por Henley Grose-Smith, em 1887. Ela é encontrada na região indo-malaia.

## Sub-espécies
- Appias lalassis lalassis
- Appias lalassis indroides (Honrath, [1890])